# I capelloni/Come mai/Io lavoro
I capelloni/Come mai/Io lavoro è il terzo singolo de I Camaleonti, pubblicato in Italia nel 1966.

## Tracce
Lato A
1. I capelloni – 2:05 (testo: Luciano Beretta, Miki Del Prete – musica: Robert Byrd) – Cover di "Over and Over" dei Dave Clark Five
2. Come mai – 2:00 (testo: Luigi Menegazzi, Alessandro Colombini, Domenico Seren Gay – musica: Mick Jagger, Keith Richards) – Cover di "Get Off of My Cloud" dei The Rolling Stones

Lato B
1. Io lavoro – 2:40 (testo: Luigi Menegazzi, Domenico Seren Gay – musica: Cynthia Weil, Barry Mann) – Cover di "We've Gotta Get Out of This Place" dei The Animals

## Formazione
- Riki Maiocchi: voce, chitarra
- Tonino Cripezzi: voce, tastiere
- Paolo De Ceglie: batteria
- Livio Macchia: voce, chitarra
- Gerry Manzoli: basso